# Faute de preuves (série télévisée, 2025)
Faute de preuves (espagnol : Atrapados) est une adaptation en série télévisée thriller en langue espagnole du roman de Harlan Coben du même nom. Elle est sortie sur Netflix le 26 mars 2025.

## Synopsis
Une journaliste se spécialise dans la dénonciation des criminels qui ont échappé à la justice, mais voit sa loyauté mise à mal par le principal suspect d'une affaire.

## Distribution
- Soledad Villamil (VF : Marie-Laure Dougnac) : Ema Garay
- Alberto Ammann (VF : Arnaud Léonard) : Leo Mercer
- Juan Minujín (VF : Cédric Dumond) : Marcos Brown
- Carmela Rivero (VF : Elia-Carmine Robbe) : Martina Schulz
- Matías Recalt (VF : Alexandre Nguyen) : Bruno Garay
- Tania Casciani (VF : Laetitia Coryn) : Isabel
- Pablo Cura (VF : Philippe Valmont) : Germán Schulz
- Martín Miller (VF : Julien Crampon) : Armando
- Victoria Almeida (VF : Kelly Marot) : Juliana Terra
- Patricio Aramburu (VF : Laurent Maurel) : Diego
- Alexia Moyano (VF : Pauline Moingeon Vallès) : Mercedes Brown
- Paula Thieberger (VF : Ophélie Bernard) : Abril
- Patricio Rodriguez (VF : Maxime Baudouin) : Gael
- Barbara Masso (VF : Caroline Pascal) : Vicky
- Fernán Mirás (VF : Marc Bretonnière) : Commissaire Herrera
- Julia Catalá (VF : Laura Addamo) : Celia Colegio
- Mike Amigorena : Fran Briguel

Version française
- Société de doublage : VSI Paris
- Direction artistique : Charlotte Correa
- Adaptation des dialogues : Nina Nevers
- Gestion de projet : Clémence Rabiller

 Source et légende : version française (VF) sur RS Doublage et carton de doublage de la série

## Production
Le projet a été annoncé par Netflix en mars 2023 avec le titre en espagnol Atrapados . La série en six parties est adaptée du roman Caught de Harlan Coben. Elle est réalisée par Miguel Cohan et Hernan Goldfrid, et produite par Vanessa Ragone pour Haddock Films. Cohan a coécrit l'adaptation avec sa sœur Ana Cohan,,.
Le tournage a eu lieu au cours du premier semestre 2024, avec des lieux de tournage notamment à Buenos Aires et à Bariloche,.
Les rôles principaux sont joués par Soledad Villamil, Alberto Ammann, Juan Minujín et Matías Recalt; le casting  comprend également Fernán Mirás, Mike Amigorena et Carmela Rivero.

## Sortie
La série est sortie sur Netflix le 26 mars 2025.